# Moonflower
Moonflower este un dublu album de studio și totodată live din 1977 al trupei Santana. Albumul conține atât piese înregistrate în studio cât și live, acestea fiind intersectate unele cu altele pe material. Este considerat ca unul din albumele favorite ale fanilor formației, fiind probabil cel mai popular album live al grupului întrucât Lotus nu a fost lansat în SUA decât la începutul anilor '90. Materialul live a fost înregistrat în timpul turneului de promovare al albumului Festival, multe piese de pe acest din urmă album regăsindu-se astfel și pe Moonflower. 

## Tracklist

### Disc 1
1. "Dawn/Go Within" (Coster, Santana) (2:44) (studio)
2. "Carnaval" (Coster) (2:17) (live)
3. "Let the Children Play" (Santana) (2:37) (live)
4. "Jugando" (Santana) (2:09) (live)
5. "I'll Be Waiting" (Santana) (5:20) (studio)
6. "Zulu" (Santana, Coster) (3:25) (studio)
7. "Bahia" (Santana, Coster) (1:37) (studio)
8. "Black Magic Woman/Gypsy Queen" (Green, Szabo) (6:32) (live)
9. "Dance Sister Dance (Baila Mi Hermana)" (Chancler, Coster, Rubinson) (7:45) (live)
10. "Europa (Earth's Cry Heaven's Smile)" (Santana, Coster) (6:07) (live)

### Disc 2
1. "She's Not There" (Argent) (4:09) (studio)
2. "Flor d'Luna (Moonflower)" (Coster) (5:01) (studio)
3. "Soul Sacrifice/Head, Hands & Feet" (Santana Band, Lear) (14:01) (live)
4. "El Morocco" (Coster, Santana) (5:05) (studio)
5. "Transcendance" (Santana) (5:13) (studio)
6. "Savor/Toussaint L'Overture" (Santana Band, Santana) (12:56) (live)

## Single
- "She's Not There" (1977)

## Componență
- Carlos Santana - chitară, voce, percuție
- Greg Walker - voce
- Tom Coster - claviaturi
- Pablo Tellez - bas, voce (piesele live)
- David Margen - bas (piesele de studio)
- Graham Lear - tobe
- Raul Rekow - percuție
- José "Chepito" Areas - percuție (piesele live)
- Pete Escovedo - percuție (piesele de studio)